# Агу
Агу, или Пик Бауман(фр. Mont Agou) — гора в Западной Африке, на территории Того.

## Общие сведения
Гора Агу высотой в 986 метров над уровнем моря является высочайшей точкой Того и горной системы Атакора. Находится на юго-западе страны, вблизи границы с Ганой, к юго-востоку от города Кпалиме. Ранее носила название Пик Бауман.